# رنه تیرار
رنه تیرار (فرانسوی: René Tirard‎؛ ۲۰ ژوئیه ۱۸۹۹ – ۱۲ اوت ۱۹۷۷) دونده سرعت اهل فرانسه بود.
وی در مسابقات کشوری و بین‌المللی در مجموع برندهٔ ۱ مدال نقره شده‌است.